# Diferent de la resta
Diferent de la resta (títol original en alemany Anders als die Andern) és una pel·lícula muda sota la direcció de Richard Oswald del 1919. En la història del cinema, és una de les primeres pel·lícules que presenta un gai amb un paper simpàtic. La projecció en públic del film va ser prohibida el 18 d'agost del 1920, excepte «en medis professionals de metges, personal medical i instituts científics».
El guió, en la redacció del qual va col·laborar el sexòleg Magnus Hirschfeld, tenia com a objectiu generar un estat d'opinió favorable a l'eliminació del paràgraf 175 de la legislació alemanya, que convertia l'homosexualitat en delicte. L'escàndol que va generar l'estrena d'Anders als die Andern va ser una de les raons per la qual el 1920 es va reintroduir la censura a Alemanya. Per la censura durant la república de Weimar i la subseqüent repressió durant el nazisme les còpies del film van ser destruïdes. A partir de fragments conservats i redescoberts, el museu del cinema de Múnic el 2006 va editar una reconstrucció. Va ser traduïda per la Filmoteca de Catalunya amb rètols dels títols intermediaris en català.

## Argument
El violonista virtuós Paul Körner pateix xantatge pel bagasser Franz Bollek. El dia que Körner refusa continuar pagar-li sempre més, Bollek lo denuncia per a infracció del paràgraf 175. Al plet que segueix, Magnus Hirschfeld que es representa el mateix, fa un pledeig vehement per a l'acceptància i la tolerància vers els homosexuals. Bollek és condemnat per delicte de xantatge, tanmateix, Körner és condemnat per infracció del paràgraf 175. Es troba difamat, marginat per la societat, i en no trobar cap solució, se suïcida.